# مجلس الشورى القطري
مجلس الشورى القطري هو الهيئة التشريعية لدولة قطر، ويضم 45 عضواً منهم 30 عضواً منتخباً و 15 عضواً معيناً من أمير البلاد. في أكتوبر 2021 أُجريت انتخابات المجلس واُنتخب حسن بن عبدالله الغانم رئيساً له، خلفاً لرئيسه السابق حمد بن عبد الله آل محمود.

## الدور الدستوري
أنشأ الدستور القطري المصادق عليه في نيسان 2003 باستفتاء شعبي هيئة تشريعية يُنتخب ثلثاها بالاقتراع العام والمباشر والثلث الباقي يعينه أمير البلاد. تمتلك السلطة التشريعية وفقا للدستور سلطات ثلاث: المصادقة على الموازنة الوطنية وليس إعداد؛ الرقابة على أداء الوزراء عبر التصويت على سحب الثقة؛ صياغة ومناقشة التشريعات المقترحة والتصويت عليها، غير أنها لا تصبح قوانين إلا بتصويت أغلبية الثلثين وتصديق الأمير. لا يمكن للمجلس استجواب رئيس الوزراء بشأن سياسات الحكومة إلا إذا وافق ثلثا أعضاء المجلس، وهو أمر صعب وغير مرجح كون ثلث أعضاء المجلس معينين من قبل الأمير.
ويختص المجلس بمناقشة واقتراح العديد من المسائل، من أهمها مناقشة مايلي:
|    | مشروعات القوانين والمراسيم بقوانين التي تحال إليه من مجلس الوزراء. |
|    | السياسة العامة للدولة في النواحي السياسية والاقتصادية والإدارية، التي تحال إليه من مجلس الوزراء. |
|    | شؤون الدولة في المجالات الاجتماعية والثقافية بوجه عام والمحالة إليه من مجلس الوزراء أو نظرها من تلقاء نفسه. |
|    | مشروع ميزانية المشروعات العامة. |
|    | مشروع ميزانية المجلس وحسابه الختامي. |
| 2- | متابعة أنشطة الدولة وإنجازاتها في شأن جميع المسائل، التي أحيلت إليه من مجلس الوزراء. وكذلك جميع المسائل المتعلقة بالمجالات الإجتماعية والثقافية سواء كانت هذة المسائل أحيلت إليه من مجلس الوزراء أم نظرها من تلقاء نفسه. |
| 3- | توجيه الأسئلة للوزراء بقصد استيضاح أمر معين يتعلق بشأن من الشؤون التي تدخل في اختصاصه. |
| 4- | تقديم التوصيات وإبداء الرغبات للحكومة في المسائل المشار اليها. |
| 5  | للمجلس الحق في إحالة مقترحات بشأن المسائل العامة إلى الحكومة. إذا لم تمتثل الحكومة للاقتراح، فعليها إبداء أسبابها ويمكن للمجلس التعليق عليها                                                                             |

محطات في تاريخ المجلس
تم تشكيل المجلس لأول مرة في أبريل 1972 من 20 عضوًا معينًا.  وفي مايو 1972، عُقد أول اجتماع للمجلس تم خلاله انتخاب السيد عزيز بن خالد الغانم كأول رئيس له. وإلى جانب الأعضاء العشرين الذين شاركوا في الاجتماع، حضر الأمير السابق الشيخ خليفة بن حمد آل ثاني وكبار الشخصيات الأجنبية.
أُعلن في عام 2006 بأن الانتخابات التشريعية ستجرى في عام 2007، وفقا لبيان نائب رئيس الوزراء ووزير الخارجية حمد بن جاسم بن جبر آل ثاني في غرة أبريل، والذي أصبح لاحقا رئيس وزراء قطر. تم تأجيل ذلك وأنشأت لجنة استشارية لدراسة الموضوع. فأجـّل المجلس التشريعي الانتخابات إلى يونيو 2010. ولم تتم الانتخابات في عام 2010.
في نوفمبر 2011، أعلن الأمير أن الانتخابات ستجرى في عام 2013. غير أنه تم تأجيلها قبل نقل الأمير المتقاعد حمد بن خليفة آل ثاني السلطة إلى ابنه تميم بن حمد آل ثاني وتم تمديد فترة مجلس الشورى حتى عام 2016، ومع ذلك، تم تأجيل الانتخابات بعد ذلك حتى عام 2019، بتمديد فترة المجلس مرة أخرى.
في نوفمبر 2017، عين الأمير تميم بن حمد آل ثاني أربع نساء في المجلس المكون من 45 عضوًا، وهي المرة الأولى التي تشارك فيها النساء في المجلس.
في أكتوبر 2019 أصدر الأمير أمرًا بتشكيل لجنة لتنظيم الانتخابات برئاسة رئيس الوزراء خالد بن خليفة بن عبد العزيز آل ثاني، وفي نوفمبر 2020، تعهد الأمير بإجراء الانتخابات في أكتوبر 2021، وقد أُجريت الانتخابات العامة القطرية لعام 2021 في 2 أكتوبر 2021.

## لمحة تاريخية
يرجع تاريخ مجلس الشورى في دولة قطر إلى عام 1972م حينما صدر النظام الأساسي المؤقت المعدل في 19 أبريل 1972م لتنظيم هياكل ومؤسسات الدولة الحديثة ومن بينها مجلس الشورى.
|  | شُكل مجلس الشورى عام 1972م وكان عدد أعضائه (عشرين عضواً).                                               |
|  | عام 1975م تم تعيين عشرة أعضاء إضافيين ليصبح عدد الأعضاء (ثلاثين عضواً).                                |
|  | عام 1990م جرى أول تغيير بالمجلس جُدد بموجبه إلى (11) عضواً وعُين (19) عضواً جديداً.                        |
|  | عام 1995م جرى ثاني تغيير جُدد بموجبه إلى (22) عضواً وعُين (8) أعضاء جدد.                                 |
|  | عام 1996م تمت زيادة عدد الأعضاء إلى (35) عضواً.                                                        |
|  | عام 2004م جرى تغيير جُدد بموجبه إلى (21) عضواً وعُين (14) عضواً جديداً.                                    |
|  | عام 2017م جرى تغيير، جُدد بموجبه إلى (13) عضواً وتم تعيين (28) عضواً جديداً، ليصبح عدد الأعضاء (41) عضواً. |

## تكوين مجلس الشورى القطري الحالي انتخابات أكتوبر 2021
| 1- هيئة الرئاسة رئيس المجلس حسن بن عبد الله الغانم (عضو منتخب) نائب الرئيس حمدة بنت حسن السليطي (عضو معين) المقررون هادي بن سعيد الخيارين راشد بن حمد المعددي ويتكون من الرئيس ونائب الرئيس ورؤساء اللجان. 3- اللجـــــــــان الدائمة | 1- هيئة الرئاسة رئيس المجلس حسن بن عبد الله الغانم (عضو منتخب) نائب الرئيس حمدة بنت حسن السليطي (عضو معين) المقررون هادي بن سعيد الخيارين راشد بن حمد المعددي ويتكون من الرئيس ونائب الرئيس ورؤساء اللجان. 3- اللجـــــــــان الدائمة | 1- هيئة الرئاسة رئيس المجلس حسن بن عبد الله الغانم (عضو منتخب) نائب الرئيس حمدة بنت حسن السليطي (عضو معين) المقررون هادي بن سعيد الخيارين راشد بن حمد المعددي ويتكون من الرئيس ونائب الرئيس ورؤساء اللجان. 3- اللجـــــــــان الدائمة |
| صفة الأعضاء | عدد المقاعد | الأعضاء |
| --- | --- | --- |
| الأعضاء المنتخبون | 30 | - عبد الرحمن يوسف عبد الرحمن الخليفي - احمد حتمي احمد الهتمي - عبد الله علي جمعة السليطي - عيسى احمد عيسى نصر النصر - خالد غانم ناصر العلي المعاضيد - خالد احمد ناصر احمد العبيدان - ناصر سالمين خالد السويدي - حمد عبد الله عبد الرحمن علي الملا - خالد عباس علي كمال العمادي - ناصر محسن محمد بو كشيشة - عيسى عرار عيسى علي الرميحي - محمد يوسف عبد الرحمن المانع - محمد مفتاح عبد الرحمن المفتاح - يوسف علي يوسف الخاطر - علي محسن عبد الله راشد فطيس - محمد بطي سالم خليفة العبد الله - علي شبيب ناصر العطية - ناصر بن مترف عيسى المترف - احمد حمد احمد الحسن المهندي - محمد عيد سعد الحسن الكعبي - مبارك محمد مطر المطر الكواري - يوسف احمد علي السادة - محمد عمر أحمد السالم المناعي - ناصر حسن دندون النفيعي الكبيسي - ناصر محمد ناصر الجفالي النعيمي - سلطان حسن مبارك الضابت الدوسري - مبارك سيف حمدان مصف المنصوري - علي سعيد راشد الكميت الخيارين - سالم راشد سالم راشد المريخي |
| الأعضاء المعينين | 15 | - عبد الرحمن يوسف عبد الرحمن الخليفي - احمد حتمي احمد الهتمي - عبد الله علي جمعة السليطي - عيسى احمد عيسى نصر النصر - خالد غانم ناصر العلي المعاضيد - خالد احمد ناصر احمد العبيدان - ناصر سالمين خالد السويدي - حمد عبد الله عبد الرحمن علي الملا - خالد عباس علي كمال العمادي - ناصر محسن محمد بو كشيشة - عيسى عرار عيسى علي الرميحي - محمد يوسف عبد الرحمن المانع - محمد مفتاح عبد الرحمن المفتاح - يوسف علي يوسف الخاطر - علي محسن عبد الله راشد فطيس - محمد بطي سالم خليفة العبد الله - علي شبيب ناصر العطية - ناصر بن مترف عيسى المترف - احمد حمد احمد الحسن المهندي - محمد عيد سعد الحسن الكعبي - مبارك محمد مطر المطر الكواري - يوسف احمد علي السادة - محمد عمر أحمد السالم المناعي - ناصر حسن دندون النفيعي الكبيسي - ناصر محمد ناصر الجفالي النعيمي - سلطان حسن مبارك الضابت الدوسري - مبارك سيف حمدان مصف المنصوري - علي سعيد راشد الكميت الخيارين - سالم راشد سالم راشد المريخي |
| المجموع | 45 | |

## الأمانة العامة للمجلس
الأمانة العامة للمجلس هي الجهاز التنفيذي بالمجلس، حيث يتولى كافة أعمال الشؤون الإدارية والمالية والفنية والقانونية، ويقوم الجهاز بتنفيذ قرارات المجلس وتوصياته وكذلك اللجان الدائمة أو غيرها المشكلة من أعضائه. وتتكون من:
|  | الأمين العام والإدارات التابعة له. |
|  | مساعدين الأمين العام.              |
|  | إدارات الأمانة العامة وموظفوها.    |

وتضم الأمانة العامة الإدارات التالية:
|  | إدارة الشؤون القانونية.         |
|  | إدارة التخطيط والجودة.          |
|  | مكتب الخبراء.                   |
|  | إدارة الشؤون التشريعية.         |
|  | إدارة شؤون الجلسات.             |
|  | إدارة شؤون اللجان.              |
|  | إدارة العلاقات العامه والاتصال. |
|  | إدارةشؤون الأعضاء.              |
|  | إدارة التعاون الدولي.           |
|  | إدارة الخدمات العامة.           |
|  | إدارة الموارد البشرية.          |
|  | إدارة الشؤون المالية.           |
|  | إدارة نظم المعلومات.            |